# Tischball

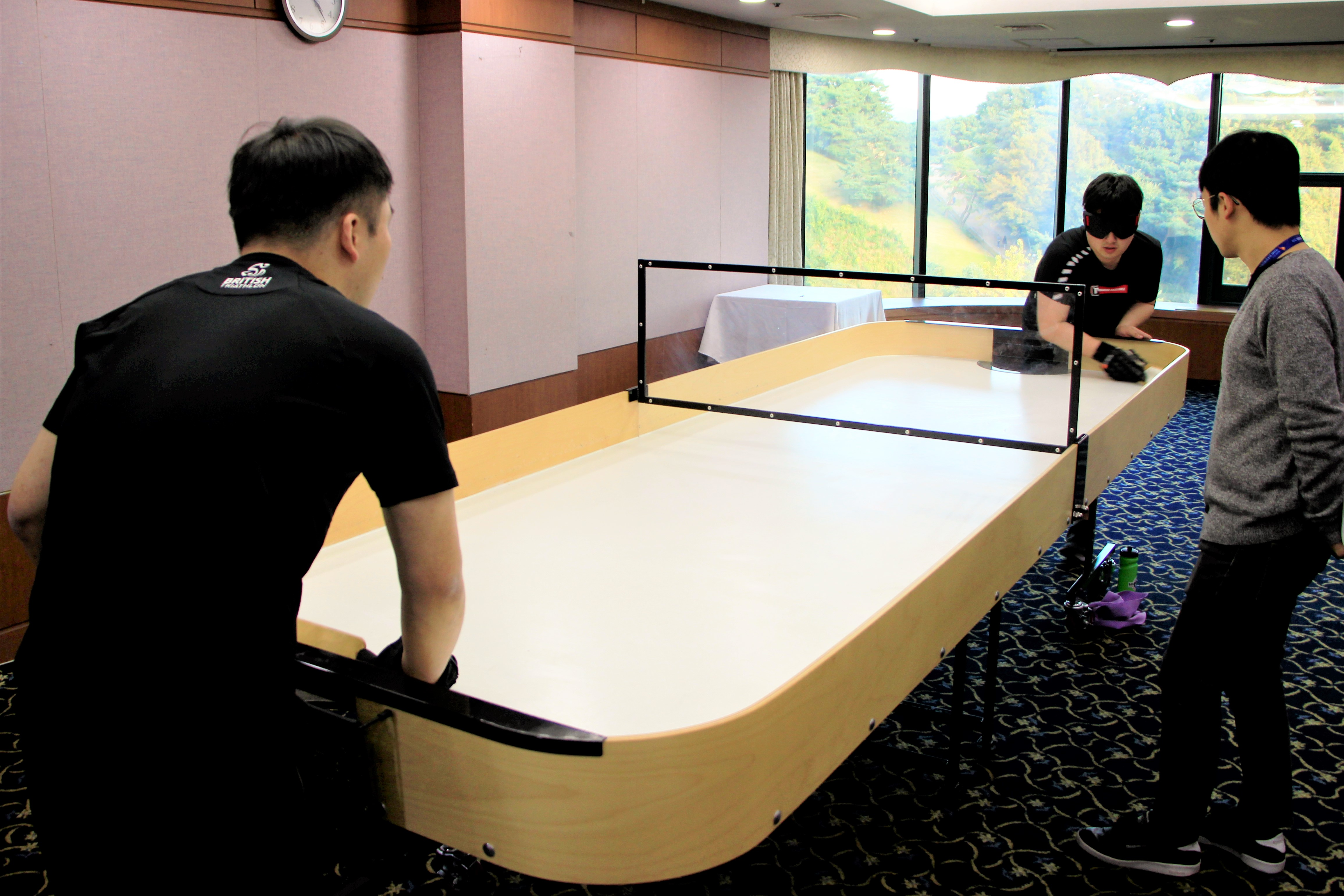
Tischball-Spieler

Tischball oder Showdown ist eine dem Air-Hockey ähnliche Sportart, bei der zwei Spieler auf einem Tisch gegeneinander spielen und versuchen, mit einem Schläger einen Ball ins gegnerische Tor zu befördern. Es wird von blinden, sehbehinderten und sehenden Menschen in 30 Ländern gespielt. Zuweilen wird Tischball wegen des ähnlichen Schlägers auch „Blindentischtennis“ genannt.
Ähnlich dem Tischfußball wird das Spielfeld durch eine 14 cm hohe Bande begrenzt, in welche auf den schmalen Seiten Öffnungen als Tore angebracht sind. Die Ecken des Spielfelds sind abgerundet. Auf Höhe der Mittellinie ist oberhalb der Seitenwände ein senkrecht stehendes Brett angebracht, das sogenannte Mittelbrett. Es verhindert, dass der Ball beim Schuss die Höhe der Seitenbande überschreitet. Trifft der Ball die Fläche des Mittelbrettes oder verlässt er die Platte, gibt es einen Punkt für den Gegner.
Zur Ausrüstung gehören ein Geräusche erzeugender Ball (6 cm Durchmesser), längliche rechteckige Holzschläger und Schutzhandschuhe.
Um Unterschiede des Sehvermögens auszugleichen, trägt jeder Spieler eine Dunkelbrille.
Bei Wettkämpfen spielt man mit einem sehenden Schiedsrichter, der die Tore und Punkte bekannt gibt. Ein Tor zählt zwei Punkte, für bestimmte Regelverstöße erhält der Gegner jeweils einen Einzelpunkt.
Ein Satz dauert normalerweise bis 'elf'. Beim Stand von 11 zu 10 wird der Satz jedoch fortgesetzt, bis ein Vorsprung von zwei Punkten erzielt oder die maximale Satzdauer von 15 Minuten überschritten wird (letzteres gilt nicht für Turnier-Endspiele). Ein Match hat je nach Vereinbarung zwei oder drei Gewinnsätze.
Der blinde Kanadier Joe Lewis erfand das Spiel in den 60er Jahren.
Im Jahr 2003 brachte es Gerd Franzka nach Deutschland.
Tischball ist zurzeit kein Sport der Paralympics, jedoch finden seit dem Jahr 2010 offizielle Deutsche Meisterschaften statt. In Deutschland gibt es aktuell (März 2014) weit mehr als 100 aktive Spieler und die Tendenz ist immer noch stark ansteigend. Im Jahr 2015 war Showdown (Tischball) das erste Mal bei den IBSA World Games and Championships vertreten. Die Hoffnung ist, dabei weltweit eine noch größere Verbreitung des Sports zu erzielen und ihn langfristig als paralympische Disziplin zu etablieren.
In Deutschland sind die Spieler im Deutschen Showdownverband organisiert.
In der Schweiz wurde im Mai 2018 die Swiss Showdown Vereinigung gegründet, der Dachverband der Showdown-Standorte in der Schweiz.